# پاریس همیشه پاریس است
پاریس همیشه پاریس است (ایتالیایی: Parigi è sempre Parigi) یک فیلم کمدی به کارگردانی لوچانو امر است که در سال ۱۹۵۱ منتشر شد.

## بازیگران
- آلدو فابریتسی
- مارچلو ماسترویانی
- اوه نینچی
- فرانکو اینترلنگی
- لوچا بوزه
- ویتوریو کاپریولی
- ایو مونتان
- گالئاتسو بنتی
- پائولو پانلی
- ارتا کیت
- آنری گیسول
- جوزپه پورلی